# رد راک، شهرستان پاینال، آریزونا
رد راک (به انگلیسی: Red Rock) یک منطقهٔ مسکونی در ایالات متحده آمریکا است که در آریزونا واقع شده‌است. رد راک ۲٬۱۶۹ نفر جمعیت دارد.